# Trond Nordsteien
Trond Nordsteien (Trondheim, 24 novembre 1963) è un ex calciatore e allenatore di calcio norvegese.

## Carriera

### Giocatore

#### Club
Da calciatore, Nordsteien militò nelle file del Freidig.

### Allenatore
Guidò la formazione femminile del Trondheims-Ørn per sei stagioni, dal 2000 al 2005. A luglio 2005, infatti, manifestò la volontà di lasciare il club al termine della stagione. Nel periodo in cui fu l'allenatore della squadra, vinse tre campionati e una coppa nazionale.
Il 23 ottobre 2012, fu scelto come nuovo allenatore del Ranheim, a partire dal 1º gennaio successivo. Condusse la squadra, militante nella 1. divisjon, al 4º posto finale nel campionato 2013, accedendo così alle qualificazioni all'Eliteserien. Il Ranheim eliminò HamKam e Mjøndalen, prima di arrendersi al Sarpsborg 08, perdendo il doppio confronto un punteggio complessivo di 0-3.
A gennaio 2013, gli fu conferito l'incarico di lavorare sulla "nuova" Norvegia under 21, mentre il commissario tecnico Tor Ole Skullerud preparava la "vecchia" per il campionato europeo di categoria del 2013. Nordsteien guidò così la squadra in diverse amichevoli.
A settembre 2013, Per-Mathias Høgmo fu nominato commissario tecnico della Nazionale maggiore e, successivamente, volle con sé Skullerud come assistente temporaneo. Formalmente, Skullerud mantenne l'incarico di commissario tecnico della formazione Under-21, ma a causa del contemporaneo impiego come assistente di Per-Mathias Høgmo nella Norvegia, fu Nordsteien a guidare la squadra contro Israele e Macedonia.
Il 27 maggio 2015, Nordsteien fu esonerato dalla guida del Ranheim. Il 22 ottobre 2015, Nordsteien è tornato nel mondo del calcio femminile firmando nuovamente un contratto come allenatore del Trondheims-Ørn, formalmente valido a partire dal 1º gennaio 2016.